# Giustizia e Libertà
Giustizia e Libertà [dʒuˈstittsja e liberˈta] foi um movimento de resistência anti-fascista italiano, ativo de 1929 a 1945 O movimento foi fundado por Carlo Rosselli Ferruccio Parri - que mais tarde tornou-se primeiro-ministro da Itália, e Sandro Pertini - que mais tarde tornou-se presidente da Itália, estavam entre os líderes do movimento liberal-socialista.

## Organização anti-fascista italiana (1929-1945)

Bandeira da Giustizia e Libertà.

A organização anti-fascista "Giustizia e Libertà" foi fundada em Paris em 1929 pelos refugiados italianos Carlo Rosselli, Emilio Lussu, Alberto Tarchiani e Ernesto Rossi. Eles começaram a organizar a resistência contra o fascismo italiano, formando grupos clandestinos na Itália e na criação de uma campanha intensa de propaganda, publicando sob a máxima de Lussu: "Insorgere Risorgere" (Rebel! Revive!). Carlo Levi foi nomeado diretor da filial italiana, juntamente com Leone Ginzburg, um judeu russo de Odessa que emigrara com os pais para Turim.
Giustizia e Libertà estava comprometido com a ação militante para lutar contra o regime fascista, o movimento via Mussolini como um assassino cruel que merecia ser morto como punição.  Vários esquemas iniciais foram projetados pelo movimento na década de 1930 para assassinar Mussolini, incluindo um plano dramático do uso de uma aeronave para soltar uma bomba na Piazza Venezia, onde Mussolini residia.
Após uma série de prisões e julgamentos, (incluindo a condenação de Carlo Levi), o movimento foi forçado em 1930 a coibir essa atividade. Em 1931, a organização se juntou ao Concentrazione Antifascista Italiana, outro movimento Antifascista, e em 1932 começou a promover um plano, não destinado a restauração da ordem política pré-fascista, mas em uma nova democracia social, centrada em torno de um estado republicano. 
O grupo produziu seu próprio jornal, em que Salvatorelli, De Ruggiero e outros colaboraram. 
Este jornal refletia a política dos líderes do grupo, que procuraram se distanciar do comunismo e do Partido Comunista Italiano. Com a eclosão da Guerra Civil Espanhola, em 1936, a organização formou suas próprias brigadas de voluntários para apoiar a República espanhola.
Carlo Rosselli e Camillo Berneri lideraram uma unidade de voluntários mista, de anarquistas, liberais, socialistas e comunistas italianos na frente de batalha em Aragão, cujos sucessos militares incluiu uma vitória contra as forças franquistas na Batalha do Monte Pelado. Eles popularizaram o slogan: "Oggi em Spagna, domani in Italia" (hoje na Espanha, amanhã, na Itália). 
Em 1937, Camillo Berneri foi morto por forças comunistas durante a purga de anarquistas em Barcelona. Com a queda da República Espanhola, em 1939, os partidários da Giustizia e Libertà foram forçados a fugir para a França.
Giustizia e Libertà foi forçada a cessar as operações públicas quando as tropas alemãs ocuparam a França em 1940. Seus membros foram dispersos, mas em grande parte se reconstituíram como o Partido de Ação ( Partito d'Azione ) na Itália ocupada pelos alemães após o Armistício de 1943 . As armas militares da organização, as brigadas partidárias, ainda eram chamadas de Giustizia e Libertà . Depois de 8 de setembro de 1943, unidades partidárias sob a bandeira Giustizia e Libertà se formaram após a capitulação italiana às forças aliadas e a criação do estado fantoche da República Social Italiana na Alemanha nazista. Como os maiores grupos partidários não comunistas, eles se beneficiaram de provisões e treinamento que foram negados a outras unidades pelos Aliados ocidentais. Entre os comandantes mais conhecidos do grupo estava Ferruccio Parri , que, usando o nome de guerra "Maurizio", representou o Action Party no Comitê Militar do Comitê de Libertação Nacional do Norte da Itália ( CLNAI ). Centros de atividade incluíram Turim , Florença e Milão 